# Bravaisia grandiflora
Bravaisia grandiflora är en akantusväxtart som beskrevs av John Donnell Smith. Bravaisia grandiflora ingår i släktet Bravaisia och familjen akantusväxter. Inga underarter finns listade i Catalogue of Life.